# 3-Schluchten-Tour
Der Schwarzwald-Genießerpfad 3-Schluchten-Tour ist ein Premiumwanderweg in Baden-Württemberg. Der Rundwanderweg führt auf 9,6 km vom Löffinger Ortsteil Bachheim durch die Wutach-, die Gauchach- und die Engeschlucht zurück zum Ausgangspunkt.

## Hintergrund
Der Wanderweg ist auf dem Wegenetz des Schwarzwaldvereins angelegt und führt größtenteils durch das Naturschutzgebiet Wutachschlucht im Südschwarzwald. Der Genießerpfad verläuft meist auf schmalen Pfaden im Wald und kreuzt die Flüsse Wutach und Gauchach sowie den Tränkebach mehrfach mit einer Vielzahl an Brücken. Zunächst folgt der Weg dem Schluchtensteig, bis er an der Gauchachmündung in die Gauchachschlucht abzweigt und dort dem Wasserweltensteig folgt. Ab der Tränkebachmündung folgt der Weg dem Tränkebach durch das Engetal wieder zurück in Richtung Bachheim. Entlang der Tour werden einige kleine Wasserfälle und Kaskaden passiert.
Die 3-Schluchten-Tour wurde im Jahr 2022 eröffnet. Wie auch die anderen Schwarzwald-Genießerpfade erfüllt der Weg die vom Deutschen Wanderinstitut festgelegten Kriterien und ist von Beginn an als Premiumweg ausgezeichnet. Direkt an den Weg grenzt außerdem der Genießerpfad Gauchachschlucht, der von Mundelfingen aus beginnt.

## Beschreibung
Der Wanderweg beginnt offiziell am Wanderparkplatz Bachheim, nahe der Dreischluchtenhalle mit Rastmöglichkeit am Dorfkiosk. Vom Bahnhof Bachheim an der Oberen Höllentalbahn aus sind es etwas mehr als 1 km zum offiziellen Startpunkt. Von hier aus führt der Weg direkt in die Wutachschlucht hinunter und folgt dort dem Schluchtensteig für einige hundert Meter. Vom Standort „Inselwirts Keller“ ist ein Abstecher in die entgegengesetzte Richtung der Wutachschlucht von etwa 1 km pro Richtung über den Rümmelesteg zum Amselfelsen, einer 701 m hohen Muschelkalkwand, möglich.
Auf dem eigentlichen Rundweg folgt man flussabwärts stets der Talsohle, teilweise auch auf anspruchsvolleren Pfaden. Dabei führt der Weg am Wiederaustritt der Wutach vorbei, die in den Sommermonaten oft vollständig versickert und einige hundert Meter flussabwärts wieder aus den Gesteinsschichten austritt. 
Die 3-Schluchten-Tour folgt dem Schluchtensteig bis zur Mündung der Gauchach in die Wutach, wo die Wutach über den sogenannten „Kanadiersteg“, eine überdachte Holzbrücke, überquert wird. Von hier aus folgt der Weg gemeinsam mit dem Wasserweltensteig der unteren Gauchachschlucht, in der das wilde Flüsschen Gauchach mehrfach gekreuzt wird. Am Wanderheim Burgmühle gibt es eine Einkehrmöglichkeit. Oberhalb der Burgmühle wird die Gauchach noch etwas wilder und bildet einige Kaskaden und kleine Wasserfälle, von denen sich der größte an der Tränkebachmündung befindet. Hier zweigt der Weg auch in die sogenannte „Engeschlucht“ des Tränkebach ab. Gleich am unteren Ende der Schlucht befindet sich der Tränkebachwasserfall. Der Weg folgt der Engeschlucht, die ihrem Namen gerecht wird, bis zum oberen Ende. Ab hier verläuft der Weg zum einzigen Mal durch offenes Gelände und erreicht bald auch wieder den Ausgangspunkt am Wanderparkplatz.

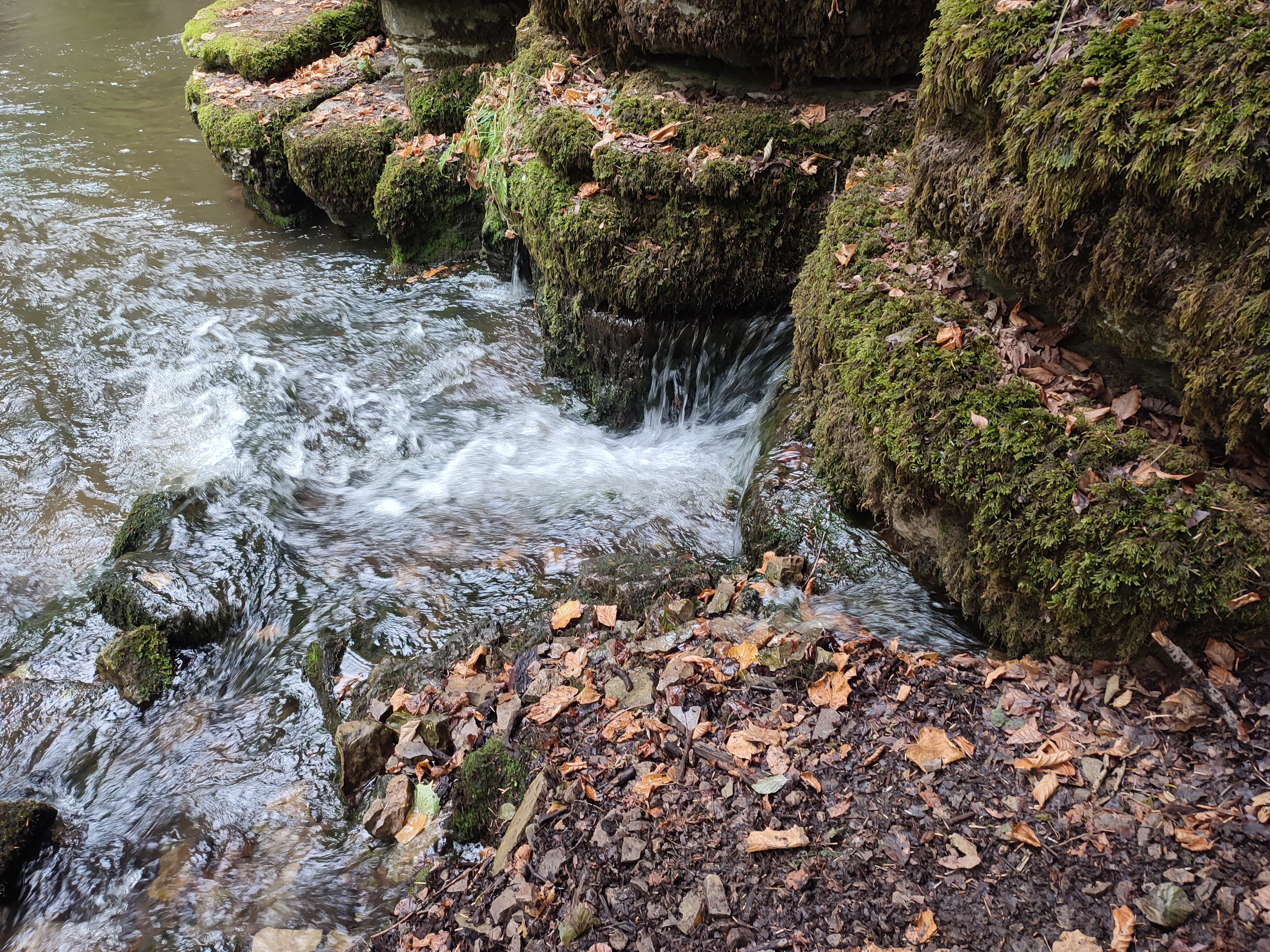
Wiederaustritt der Wutach aus der Felswand
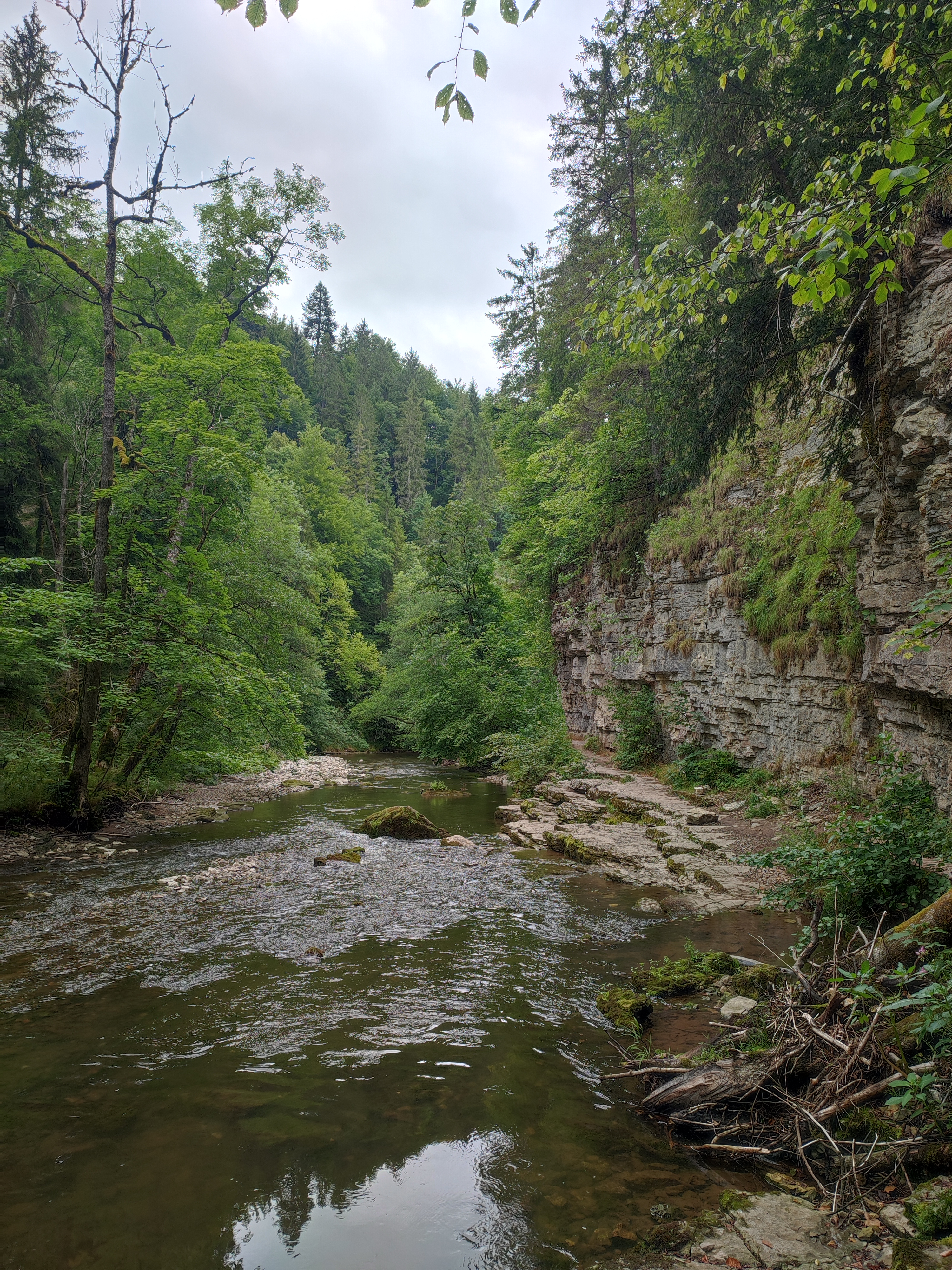
Weg durch die Wutachschlucht
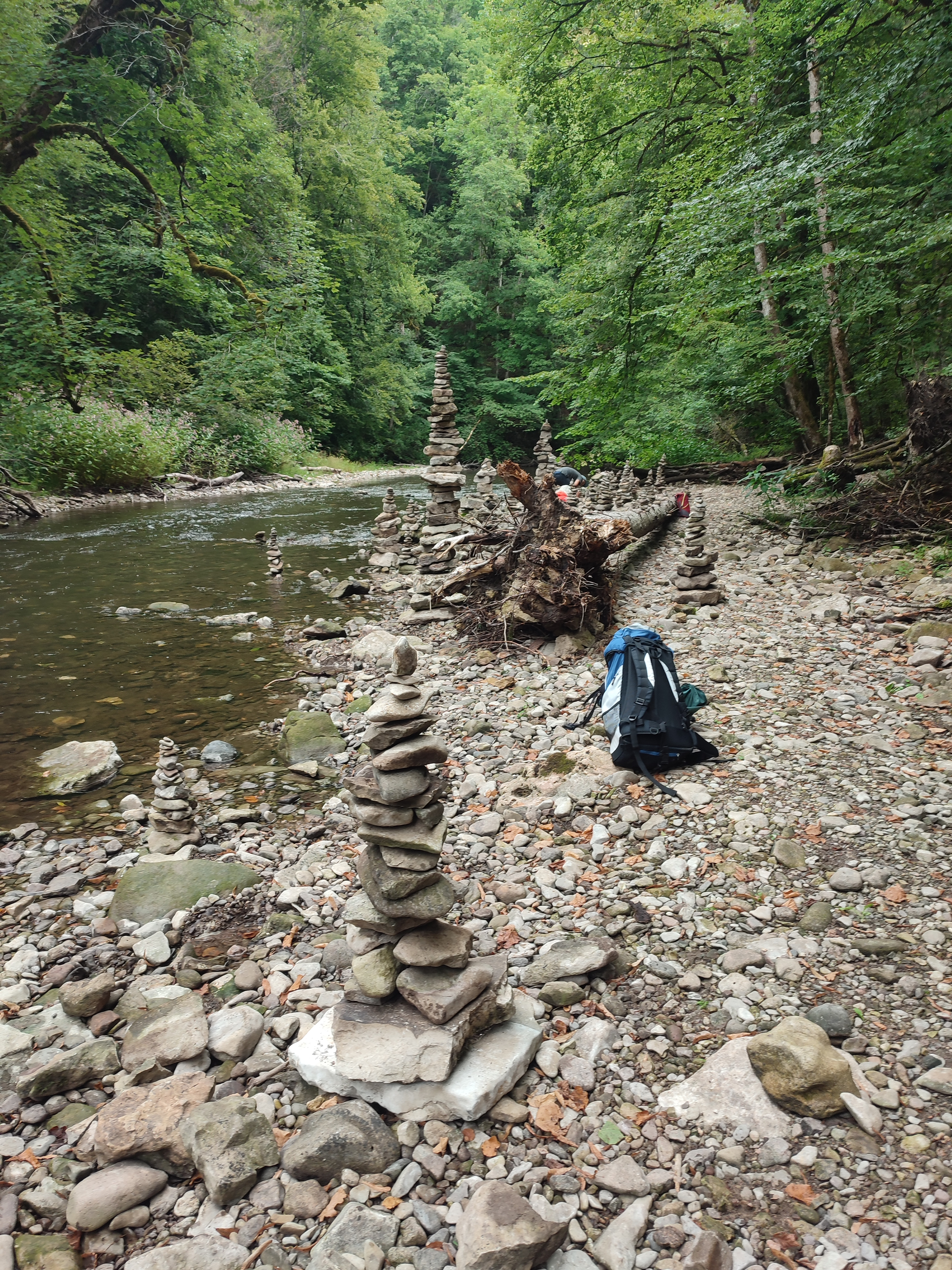
Steinstapel am Ufer der Wutach
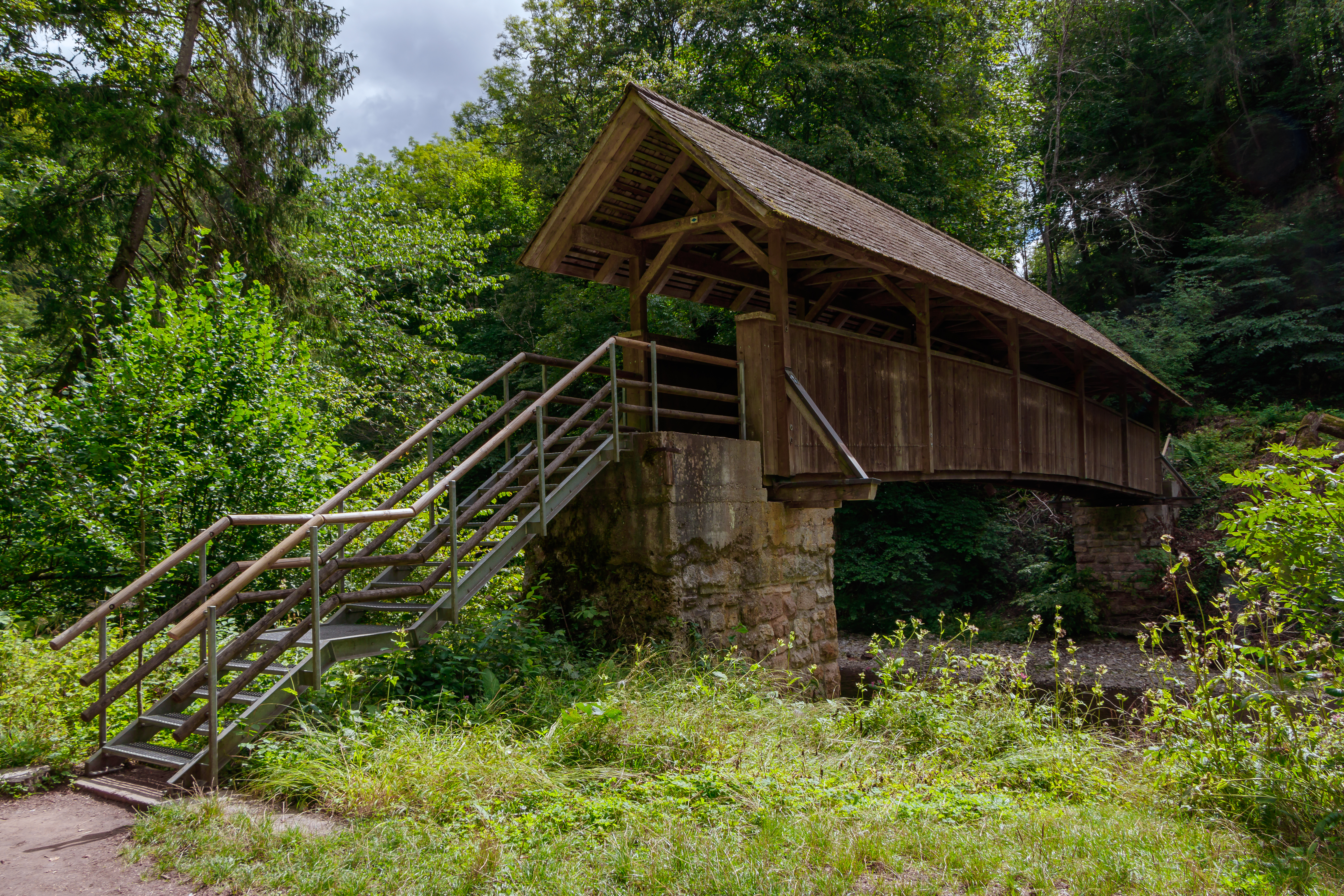
Kanadiersteg über die Wutach
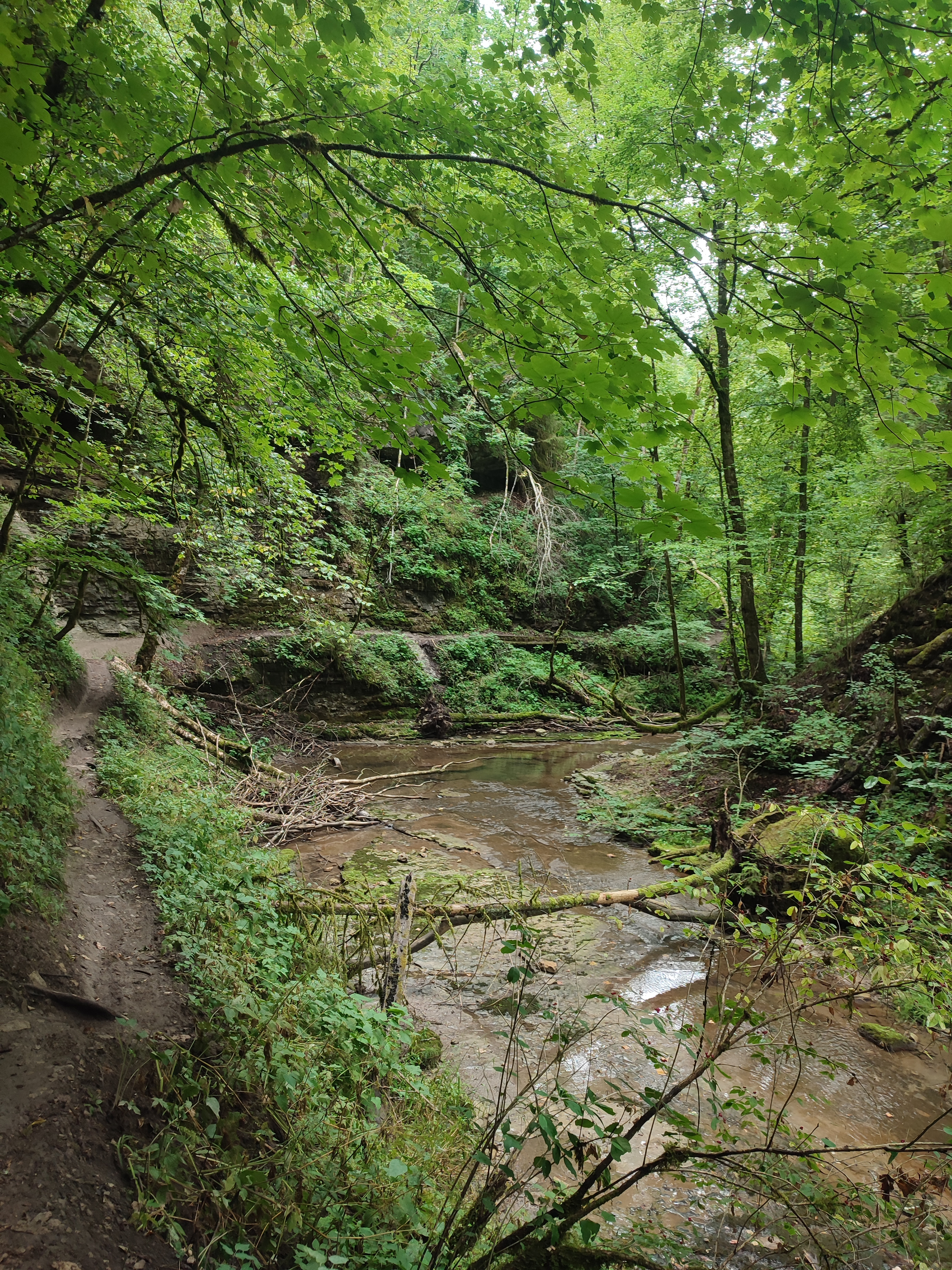
Pfad durch die Gauchachschlucht
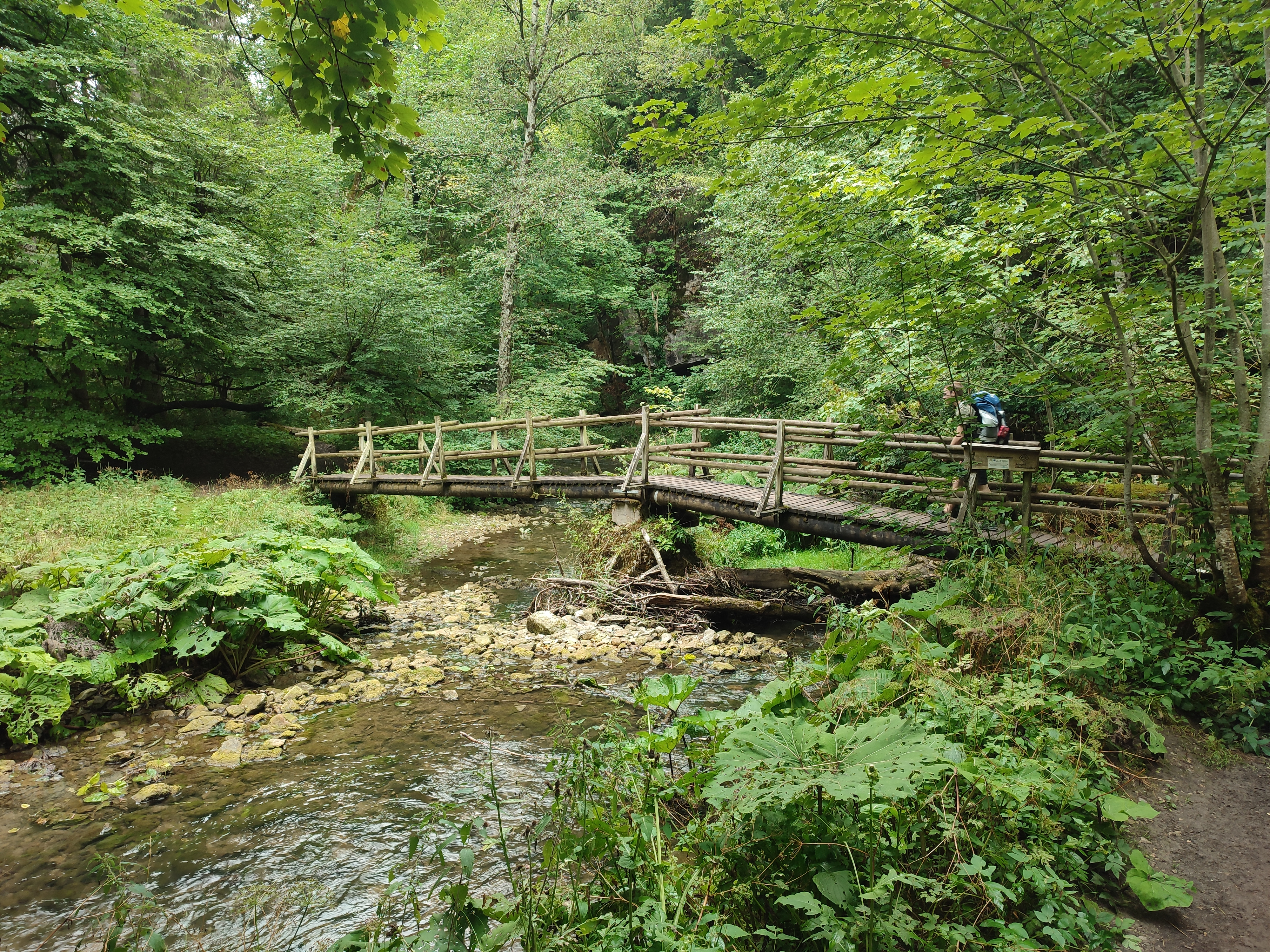
Brücke in der Gauchachschlucht